# Carlo Antonio Dal Pozzo
 (mars 2025).
Si vous disposez d'ouvrages ou d'articles de référence ou si vous connaissez des sites web de qualité traitant du thème abordé ici, merci de compléter l'article en donnant les références utiles à sa vérifiabilité et en les liant à la section « Notes et références ».
Carlo Antonio Dal Pozzo, né à Turin le 30 novembre 1547 et mort à Pise le 13 juillet 1607, est un religieux italien, archevêque de Pise.

## Biographie
Carlo Antonio Dal Pozzo naquit à Turin le 30 novembre 1547. Il fit ses études à Bologne où il prit le doctorat le 1er octobre 1566 ; puis revenu à Turin, il fut admis à proposer ses thèses et à les defendre en public pour obtenir l'agrégation au collége des docteurs de l'université ducale.
Le cardinal Bobba, ayant été appelé à Rome en 1574, emmena avec lui le jeune abbé Carlo Antonio, qui, profitant des vastes connaissances de son protecteur, soit dans le droit canonique, soit dans la littérature grecque et latine, fut nommé auditeur de rote par le grand-duc de Florence ; ensuite il devint juge du patrimoine, conseiller du grand-duché et enfin il fut élu et sacré archevêque de Pise en 1582.
Pendant les vingt-cinq ans de son épiscopat, il employa les revenus de son évêché à des œuvres de charité. Il érigea, en 1599, à Pise, une grande commanderie de l'Ordre de Saint-Étienne avec le patronage de sa famille, laquelle commanderie fut assignée au chevalier Cassiano dal Pozzo, son neveu.
En 1600, il fit construire son tombeau dans le Camposanto monumentale de Pise. En 1603, il fonda, près de l'université de Pise, un collége où il régla l'admission de sept fils de familles vercellaises à la nomination de sa famille, sous la seule condition que, si les élèves ne prenaient pas le degré de docteur dans l'une des facultés à leur choix, les parents seraient tenus de rembourser les frais de leur éducation. Sur la grande porte du palais du collége on lit l'inscription suivante : « Collegium Puteanum pietate et liberalitate Caroli Antonii Putei, archiepiscopi Pisani, fundatum et dotatum anno M.DC.V. »
Il mourut le 13 juillet 1607 dans son archevêché, au moment où le pape Paul V l'avait désigné cardinal.

## Œuvres
D'après Ughelli, Dal Pozzo a laissé manuscrits les ouvrages suivants :
- Tractatus de potestate principis, qui existe dans la Bibliothèque Laurentienne de Florence (Catal. Medic. Palat., mss. 47-48) ;
- Tractatus de feudis in XIII libros digestum, conservé dans les archives de Pise ;
- De communibus jurisconsult. opinionibus, dans les archives du prince de la Cisterna, son neveu.